# 浜松市立竜禅寺小学校
浜松市立竜禅寺小学校（はままつしりつ りゅうぜんじしょうがっこう）は、静岡県浜松市中央区龍禅寺町844番地にある公立小学校。通称は竜小。

## 沿革
- 1925年（大正14年）
  - 2月 - 「浜松南尋常高等小学校 分教場」として発足[1]。
  - 4月1日 - 独立し、「浜松龍禅寺尋常小学校」に改称[1]。
- 1941年（昭和16年）4月1日 - 「浜松市立龍禅寺国民学校」と改称[1]。
- 1947年（昭和22年）4月1日 - 「浜松市立竜禅寺小学校」と改称[1]。
- 2004年（平成16年）10月31日 - 創立80周年記念式典[1]。
- 2014年（平成26年）11月7日 - 創立90周年記念式典[1]。

## 学区
中央区
- 北寺島町
- 寺島町
- 龍禅寺町
- 楊子町（旧雇用促進住宅）

## アクセス
- 遠鉄バス遠州浜蜆塚線 「竜禅寺小学校」停留所から、徒歩1分

## 関連事項
- 静岡県小学校一覧